# 圣伊莱尔
圣伊莱尔（法語：Saint-Hilaire，法語發音：[sɛ̃.t‿ilɛʁ] ⓘ）是法国上加龙省的一个市镇，属于米雷区。

## 地理
圣伊莱尔（43°25'22"N, 1°16'41"E）面积6.33 平方千米，位于法国奧克西塔尼大區上加龙省，该省份为法国西南部内陆省份，西南端与西班牙接壤，自此顺时针与上比利牛斯省、热尔省、塔恩-加龙省、塔恩省、奥德省和阿列日省接壤。
与圣伊莱尔接壤的市镇（或旧市镇、城区）包括：莱尔姆、勒福加、拉韦尔诺斯-拉卡斯、米雷。

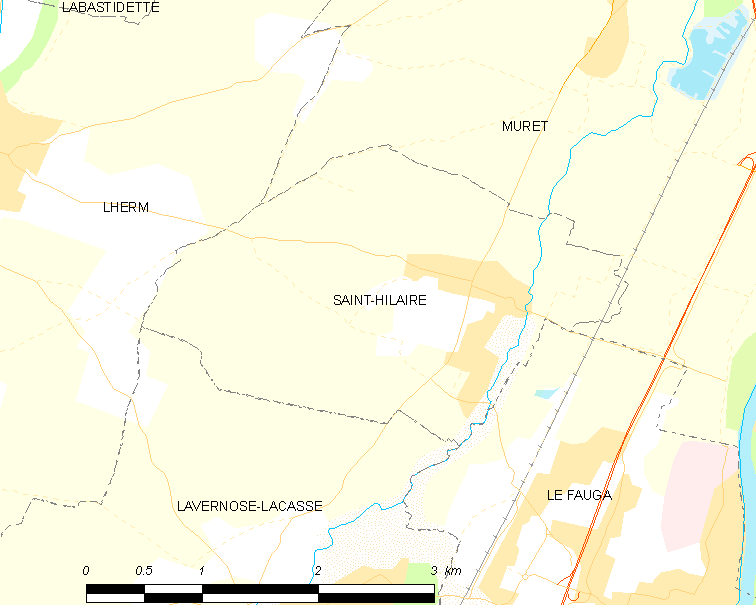
圣伊莱尔的OSM定位图

圣伊莱尔的时区为UTC+01:00、UTC+02:00（夏令时）。

## 行政
圣伊莱尔的邮政编码为31410，INSEE市镇编码为31486。

## 政治
圣伊莱尔所属的省级选区为米雷县。

## 人口

1962-2008年间圣伊莱尔人口变化图示

圣伊莱尔于2022年1月1日时的人口数量为1726人。